# Raúl Urrutikoetxea
Raúl Urrutikoetxea García (San Sebastián, 5 de enero de 1962 - 25 de septiembre de 2002), fue un pintor figurativo español.

## Biografía
Estudió en la Facultad de Bellas Artes de la Universidad del País Vasco [UPV-EHU]. Su obra está vinculada al realismo, al naturalismo y a la figuración. El paisaje y su fascinación por la arquitectura del movimiento moderno, la ciudad y sus lugares propicios para la ensoñación visual, deshabitando espacios y lugares, devienen en imágenes de extraña belleza, caracterizada por esa luz del atardecer tan presente en sus obras, cargadas de melancolía, evocando una sensación de quietud, de tiempos vividos y creados. En sus últimos años experimentaba una novedosa vía de exploración fotográfico-pictórica.
Considerado uno de los máximos exponentes de los pintores de su generación, falleció a causa de un agresivo melanoma que se le manifestó en el mismo mes de su muerte, en un momento de plena efervescencia creativa, simultaneando lo que en apariencia son dos procesos muy divergentes: la figuración y las arquitecturas imaginarias; así como las series pictóricas de figuras humanas (hombrecitos).
"Realidades hay infinitas, y yo estoy interesado en mirar esa realidad con escepticismo, y con filtros que me permitan expresar otra serie de cosas que el propio resultado estético representa" [Raúl Urrutikoetxea, conversación con Luis María Caruncho, 1999].
En 1995 Urrutikoetxea recibió de manos de S.M. la Reina Sofía de España la Medalla de Honor que le fue otorgada en la 10.ª Edición del Premio de Pintura BMW.